# Lewis Teague
Lewis Teague (Brooklyn, 8 de agosto de 1938) es un director de cine estadounidense, reconocido por haber dirigido películas como Alligator, Cat's Eye, Cujo, La joya del Nilo, The Dukes of Hazzard: Reunion!, Navy SEALs y Wedlock.

## Filmografía

### Cine
| Año  | Título                       | Notas                                 |
| ---- | ---------------------------- | ------------------------------------- |
| 1974 | Dirty O'Neil                 |                                       |
| 1979 | The Lady in Red              |                                       |
| 1980 | Alligator                    |                                       |
| 1982 | Fighting Back                | Conocida también como Death Vengeance |
| 1983 | Cujo                         |                                       |
| 1985 | Cat's Eye                    |                                       |
| 1985 | The Jewel of the Nile        |                                       |
| 1989 | Collision Course             |                                       |
| 1990 | Navy Seals                   |                                       |
| 1991 | Wedlock                      |                                       |
| 1992 | T Bone N Weasel              |                                       |
| 1995 | Saved by the Light           |                                       |
| 1997 | The Dukes of Hazard: Reunion |                                       |
| 2001 | Love and Treason             |                                       |
| 2001 | The Triangle                 |                                       |